# Дюрррерсдорф-Діттерсбах
Дюрррерсдорф-Діттерсбах (нім. Dürrröhrsdorf-Dittersbach) — громада в Німеччині, розташована в землі Саксонія. Входить до складу району Саксонська Швейцарія — Східні Рудні Гори.
Площа — 43,52 км2. Населення становить 4269 ос. (станом на 31 грудня 2020).

## Географії

### Адміністративний поділ
Громада  складається з 8 районів:
- Діттерсбах
- Добра
- Дюрррерсдорф
- Ельберсдорф
- Поршендорф
- Штюрца
- Вільшдорф
- Вюншендорф